# Europastraße 232
Die Europastraße 232 (kurz: E 232) verläuft auf der niederländischen A28 von Groningen nach Amersfoort. Sie hat eine Länge von 172 km.
Folgende Städte liegen an der Strecke:
- Groningen
- Assen
- Hoogeveen
- Meppel
- Zwolle
- Harderwijk
- Amersfoort

Sie beginnt in Groningen am „Knooppunt Julianaplein“ an der niederländischen A7. Sie endet bei Amersfoort am „Knooppunt Hoevelaken“ an der niederländischen A1. Die E 232 verbindet die E 22 mit der E 30. Am „Knooppunt Hoogeveen“ besteht eine Verbindung zur E 233.